# Viljandi
 Ovo je glavno značenje pojma Viljandi. Za druga značenja pogledajte Viljandi (razdvojba).
Viljandi (njem. Fellin, rus. Вильянди) je grad i općina u valovitom području južne Estonije, s populacijom od 19.870 (2007.) koja je u stalnom padu. To je glavni grad okruga Viljandimaa. Šeti je po veličini grad u Estoniji. 
Grad se prvi put spominje 1283. godine tijekom njemačke uprave nad ovim područjem. U idućim stoljećima grad se nalazi prvo u rukama Hanze, a zatim Švedske i Ruskog carstva. 1919. godine Viljandi postaje dio nezavisne Estonije, da bi 1940. godine bio uključen u sastav SSSR-a. Kada se Estonija ponovo osamostalila 1991. godine grad se ponovo našao u njenim granicama.
Grad se nalazi na sjeverozapadnoj obali jezera Viljandi koje je ledenjačkog postanka. Grad je smješten 160 km južno od glavnog grada Tallinna.
U gradu postoji 53 sportska kluba, velika sportska dvorana i nova sportska dvorana u Maagümnaasium. Popularani sportovi u Viljandiju su nogomet, odbojka, košarka, hrvanje, streličarstvo i veslanje.
Grad je domaćin popularnog narodnog festivala.

## Vanjske poveznice
- Službene stranice

|  | Zajednički poslužitelj ima još gradiva o temi Viljandi |